# Arma del genio

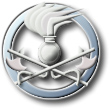
Fregio metallico dell'Arma del Genio

L'Arma del genio è un'Arma dell'Esercito Italiano, specializzata nei compiti tipici del genio militare. A Roma, in via lungotevere della Vittoria, è situato il museo storico dell'Arma del genio, che è dedicato alla storia di questa Arma dell'Esercito Italiano.

## Storia

### Le origini e la creazione
Le origini vengono fatte risalire alla compagnia minatori dell'Armata sarda che si distinse per l'episodio di Pietro Micca nell'assedio di Torino del 1706 da parte dei francesi.
Il Corpo Reale degli Ingegneri, nell'Armata Sabauda, è stato formato l'11 giugno 1775. Il 9 dicembre 1798, a seguito dell'occupazione francese, il Corpo viene sciolto, con scioglimento dal giuramento di fedeltà al Re di Sardegna. Nel 1814 ha inizio la ricostruzione del Corpo, completata nel maggio 1816 con la costituzione del Corpo Reale del Genio Militare e Civile; Tale denominazione viene modificata nel 1823 in Corpo Reale del Genio.
Il 1º Reggimento del Genio fu costituito dal Re Carlo Alberto di Savoia nel 1848 e comprendeva due battaglioni con una compagnia minatori e 4 compagnie zappatori. In occasione della spedizione in Crimea (1855-56) si aggiunsero alle compagnie zappatori un drappello di pontieri; nella campagna del 1860-61 nelle Marche, nell'Umbria e nell'Italia meridionale si distinse anche un reggimento ferrovieri.

### Nel Regio Esercito
Con l'ordinamento del Regio Esercito del 1861 alcune specialità del genio facevano parte dell'Arma di artiglieria, ma presto se ne distaccarono in seguito all'aumento ed allo specificarsi delle loro attribuzioni. Queste consistevano essenzialmente nel supportare le truppe combattenti eseguendo tutti i lavori necessari al buon andamento della campagna.
Assunse la denominazione di Arma il 24 gennaio 1861, raggruppando i due reggimenti (Rgt.) all'epoca esistenti. Negli anni successivi i reggimenti aumentarono di numero, ricomprendendo ulteriori specialità: zappatori, ferrovieri, telegrafisti, specialisti, minatori e pontieri.

### Le guerre mondiali
Il 23 dicembre 1900 durante il comando del maggior generale Luigi Durand de la Penne, con Regio decreto legge, fu concessa all'Arma la Bandiera di guerra.

Sfilata dell'Arma del genio, Milano 3 giugno 1928

Il nuovo ordinamento dell'Esercito del 1910, porta il Genio a disporre di 6 reggimenti: 2 di zappatori, 1 di telegrafisti, 1 di pontieri, 1 di minatori, 1 di ferrovieri ed 1 battaglione specialisti.
Durante la prima guerra mondiale (1915-18), l'Arma mobilita numerosi reparti, creando nuove specialità: lagunari, fotoelettricisti, radiotelegrafisti, aerostieri, motoristi, lanciagas, elettricisti, idrici, pompieri, guide fluviali, manovratori, idraulici, colombaie fisse e mobili. Molte di queste specialità nascono a seguito delle nuove esigenze determinate dalla guerra di posizione e dall'introduzione di nuove armi, nonché da specifiche esigenze dettate dall'ambito tattico di operatività delle unità. Durante il conflitto costruì 10.000 chilometri di strade, con circa 50 chilometri di ponti stabili. Scavò 80.000 chilometri di trincee, costruì numerosissimi ridotti, fortini e baraccamenti. Stese 100.000 chilometri di linee telefoniche e installò 1100 stazioni telegrafiche, telefoniche, ottiche e radiotelegrafiche. Gittò 250 chilometri di ponti. Scavò nella roccia 20 chilometri di galleria. Costruì 147 chilometri di armamento e sede stradale per ferrovie, e 3000 metri di ponti ferroviari.
Costruì 918 teleferiche con 800 chilometri di sviluppo e 5.000 chilometri di fune metallica con un dislivello di 525.000 metri. Le teleferiche trasportarono un peso complessivo di 32 milioni di quintali. Dopo l'armistizio di Villa Giusti il Genio riattivò 5.000 chilometri di strade, ricostruì ponti stabili per una lunghezza complessiva di 13 chilometri, riparò 30.000 case, eresse 10.000 baracche. Nel 1917, in nove mesi, la 33ª Compagnia minatori del 5º Reggimento ha costruito la Strada delle 52 gallerie sul monte Pasubio.

### La riorganizzazione nel primo dopoguerra
Avvenuta la smobilitazione dopo la vittoria, l'Arma si riorganizzò con una struttura più articolata di Uffici, Comandi e Reggimenti:
- 1 Ispettorato
- 2 Comandi del Genio di Corpo di Armata e Uffici Fortificazioni.
- 1 Comando del Genio della Sicilia e Ufficio Fortificazioni.
- 1 Comando del Genio della Sardegna e Ufficio Fortificazioni.
- 1 Comando del Genio della Tripolitania.
- 1 Comando del Genio della Cirenaica.
- 1 Comando del Genio dell'Eritrea.
- 12 Reggimenti (Zappatori-Minatori, Telegrafisti e Fotoelettricisti).
- 2 Reggimenti Pontieri.
- 1 Reggimento Ferrovieri.
- 2 Reggimenti Minatori.
- 1 Gruppo Aerostieri.
- 1 Officina di costruzione del Genio.
- 1 Officina R.T ed E.T.

Solo nel 1923 viene assunto l'ordinamento di pace, che vede la permanenza di 10 raggruppamenti di corpo d'armata, trasformati in reggimenti Genio con l'ordinamento del 1926, a cui si devono aggiungere i reggimenti radiotelegrafisti, pontieri, lagunari e ferrovieri. Queste non sono le ultime modifiche: prima dello scoppio del secondo conflitto mondiale, l'arma è destinata ad essere più volte modificata nella sua organizzazione.

### La seconda guerra mondiale
Nel maggio 1940, quando l'Italia si appresta ad entrare nella seconda guerra mondiale, l'Arma del Genio risultava organizzata in 18 reggimenti genio, 2 reggimenti minatori, 2 reggimenti pontieri, 1 reggimento ferrovieri.
Durante il conflitto vengono mobilitati vari altri raggruppamenti, un reggimento per l'Africa Orientale Italiana, battaglioni delle varie specialità, battaglioni misti a supporto delle divisioni e dei corpi d'armata oltre ad un numero imprecisato di reparti minori. A fianco delle truppe combattenti presero parte viva e diretta alle operazioni, come nella resistenza sul Piave (Pontieri); i guastatori del genio furono anche impegnati nella campagna del Nordafrica e sul fronte orientale negli anni 1942-43.
L'8 settembre 1943 vede l'inizio della guerra di liberazione. Con gli Alleati si schierano il LI (51º) Battaglione misto genio con il I Raggruppamento motorizzato, i battaglioni misti che operano con il Comitato Italiano di Liberazione, i gruppi di combattimento ed i battaglioni ferrovieri riuniti in raggruppamento.

### Dal secondo dopoguerra ad oggi

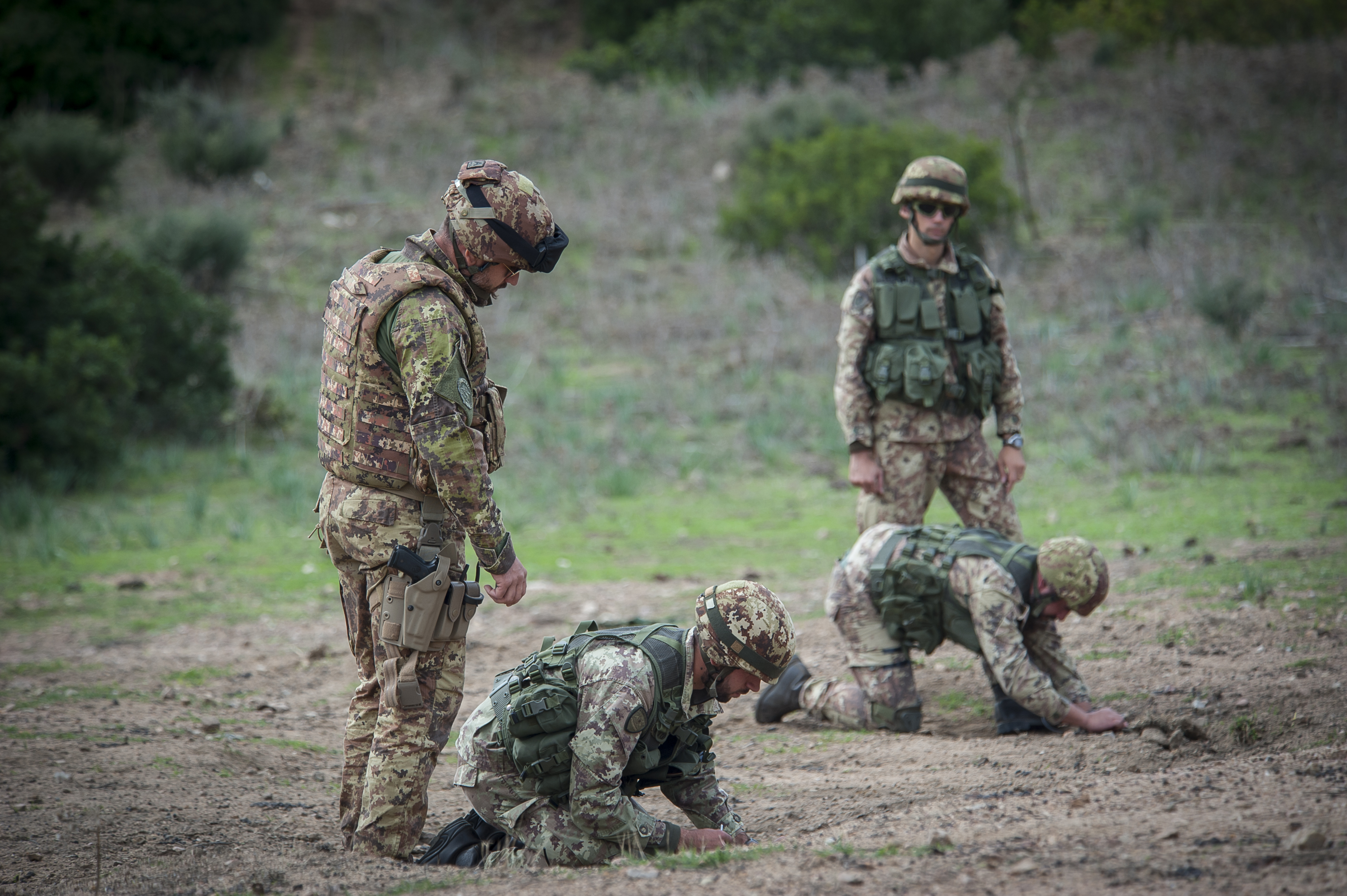
Guastatori del 5º Rgt durante un'esercitazione NATO nel 2015

Nel dopoguerra nell'Esercito italiano vengono costituite le compagnie e i battaglioni artieri: dal 1950 la specialità assume il nome di genio pionieri. Vengono costituite anche compagnie e battaglioni collegamenti, che dal 1952 vengono trasferite alla neo costituita Arma delle trasmissioni. Nel 1960 nasce il Servizio Tecnico del Genio e nel 1980 avviene l'unificazione dei Servizi Tecnici.
Vengono quindi ricostituiti altri sei reggimenti: 3 pionieri, 1 pionieri d'arresto (successivamente denominati guastatori), 1 pontieri ed 1 ferrovieri. Queste unità sono affiancate ai battaglioni di corpo d'armata e divisionali ed alle compagnie di brigata.
Ridimensionata già con la ristrutturazione del 1975, attualmente l'Arma comprende: un Rgt. pionieri (6º a Roma); un Rgt. ferrovieri (s.n. a Castelmaggiore, BO); un Rgt. pontieri (2º a Piacenza) che dipendono dal Comando genio, costituito nel 2010.
Dalle rispettive brigate d'appartenenza dipendono invece i sei reggimenti guastatori (3º a Udine, 4º a Palermo, 5° a Macomer (NU), 10º a Cremona, 11º a Foggia e 21º a Caserta), i due reggimenti guastatori alpini (2º a Trento e 32º a Fossano) e quello guastatori paracadutisti (8° a Legnago,VR).
Per fronteggiare accresciute esigenze di viabilità e di contrasto all'uso delle mine, il Genio ha oggi in dotazione escavatori cingolati e ruotati, apripista, autogrù, ponti di equipaggio in lega leggera ed altre attrezzature.

## Compiti

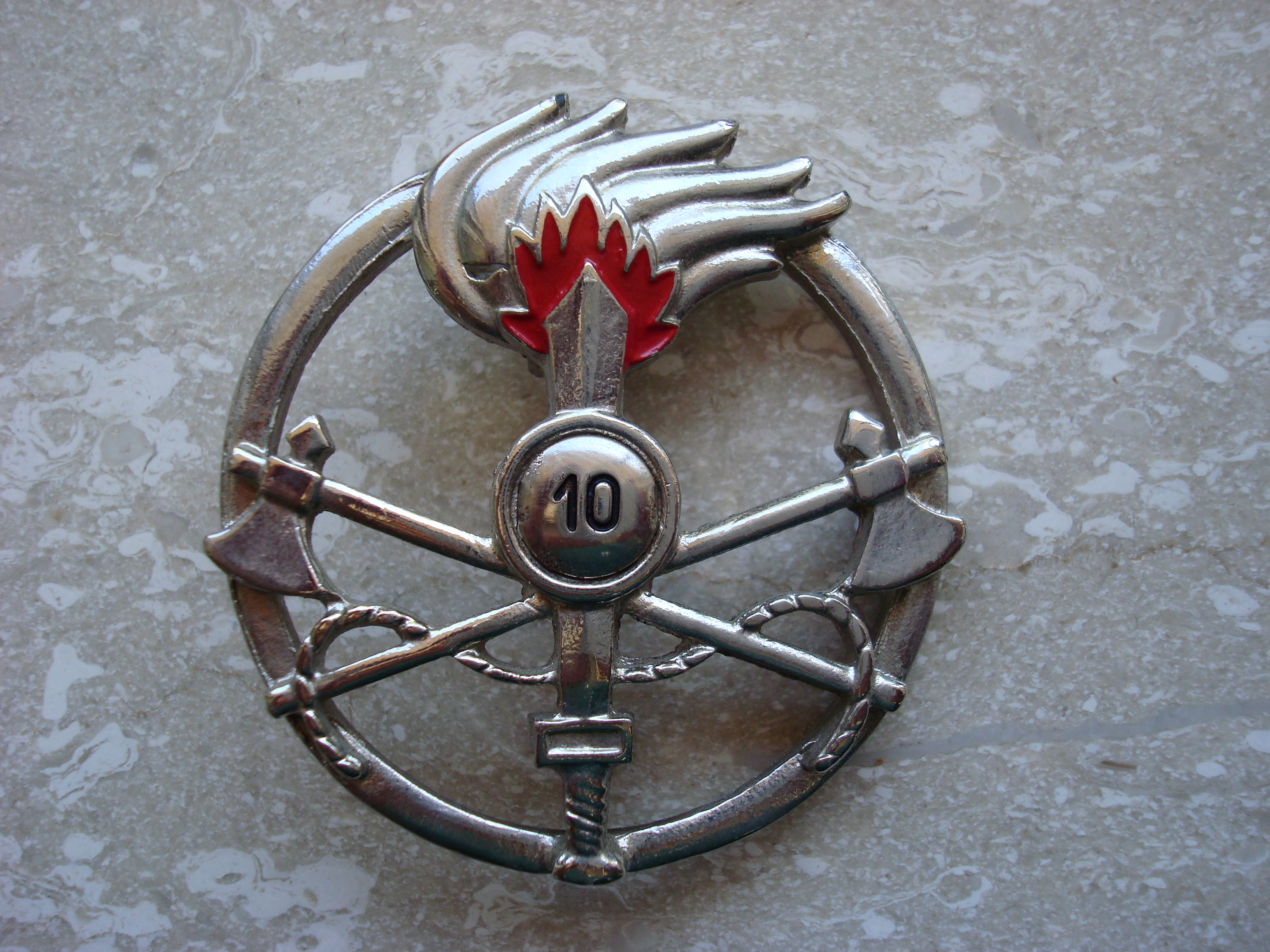
Fregio da basco del genio guastatori. Il numero "10" indica il 10º Reggimento genio guastatori

Il genio è un'Arma versatile. Si occupa ad esempio di:
- apertura varchi nelle opere difensive avversarie
- realizzazione di ponti per il superamento di ostacoli (fossati anticarro, canali, fiumi, laghi)
- ripristino o interdizione del passaggio lungo le principali vie di comunicazione
- demolizioni
- predisposizione delle strutture logistiche necessarie alle altre Armi
- realizzazione di opere difensive

Nell'Esercito Italiano, oltre al Comando genio, alcune unità del Genio sono presenti, nelle unità a livello di brigata, con reparti del livello di battaglione o reggimento. Precedentemente alla riforma dell'Esercito, nelle brigate erano presenti compagnie genio e solo per alcune grandi unità erano disponibili battaglioni genio, come nel caso del 4º Corpo d'armata Alpino che poteva impiegare due battaglioni genio quali unità di supporto.

## Composizione

### Genio
- Comando del Genio (dipendente dal COMFOTER Supporto)
  - Brigata genio 
    - 6º Reggimento genio pionieri, con sede a Roma
    - 2º Reggimento genio pontieri, con sede a Piacenza
    - Reggimento genio ferrovieri, con sede a Bologna
    - Centro di Eccellenza Counter IED - Cecchignola
    - Centro di supporto del genio alla protezione delle forze
    - Battaglione addestrativo Roma Cecchignola
    - Istituto storico e di cultura dell'Arma del genio (Roma)

  - Comando Infrastrutture
    - 1º Reparto infrastrutture
    - 5º Reparto infrastrutture
    - 8º Reparto infrastrutture
    - 10º Reparto infrastrutture
    - Reparto operativo del genio infrastrutturale (ROGI)

### Corpo degli Ingegneri
Nato nel 1981 come Corpo Tecnico dell'Esercito, nel 1998 assume la dizione di "Corpo degli Ingegneri dell'Esercito".
Costituito solamente da Ufficiali ingegneri, risponde alla necessità dell'esercito italiano di studiare e condurre in proprio ricerche, test e valutazione sulle armi, il munizionamento e i veicoli. I compiti riguardano principalmente lo studio, la sperimentazione, l'acquisizione ed il mantenimento di armi, mezzi e materiali dell’Esercito oltre che lo studio, la sperimentazione, la produzione e l'aggiornamento di cartografia analogica e digitale.

### Genio guastatori
- 3º Reggimento genio guastatori, con sede a Udine (Brigata di cavalleria "Pozzuolo del Friuli")
- 4º Reggimento genio guastatori, con sede a Palermo (Brigata meccanizzata "Aosta")
- 5º Reggimento genio guastatori, con sede a Macomer (Brigata meccanizzata "Sassari")
- 10º Reggimento genio guastatori, con sede a Cremona (132ª Brigata corazzata "Ariete")
- 11º Reggimento genio guastatori, con sede a Foggia (Brigata meccanizzata "Pinerolo")
- 21º Reggimento genio guastatori, con sede a Caserta (Brigata bersaglieri "Garibaldi")
- 2º Reggimento genio guastatori alpino, con sede a Trento (Brigata alpina "Julia")
- 32º Reggimento genio guastatori alpino, con sede a Fossano (Brigata alpina "Taurinense")
- 8º Reggimento genio guastatori paracadutisti "Folgore", con sede in Legnago (Brigata paracadutisti "Folgore")

## Specialità
Le specialità presenti oggi sono:

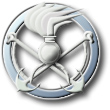
Fregio del Genio pontieri

- Genio ferrovieri: si occupano di trasporto ferroviario: dell'esercizio delle linee militari, della realizzazione di nuovi raccordi/tratti ferroviari, delle opere connesse (ponti e gallerie) e della ricostruzione dopo attacchi nemici.
- Genio guastatori: installazione esplosivi e disinnesco ordigni
  - Guastatori Paracadutisti
  - Guastatori Alpini
- Genio pionieri (Artieri sino al 1950): lavori di fortificazione e movimenti terra
- Genio pontieri: si occupano di predisporre i passaggi su fiumi e corsi d'acqua in generale, e del traghettamento di truppe e munizioni.

In passato esistevano anche le seguenti specialità:
- Genio aerostieri
- Genio fotoelettricisti
- Genio fotografi e cinematografisti[3]
- Genio idrici
- Genio lanciafiamme
- Genio minatori (i minatori si occupavano principalmente di lavori difensivi nelle zone di montagna, mediante l'uso di esplosivi)
- Genio specialisti
- Genio colombieri
- Genio teleferisti (si occupavano del trasporto di materiali e munizioni, mediante la costruzione e l'impiego di teleferiche)
- Genio trasmettitori (creata nel 1883, dal 16 maggio 1953 divenuta Arma delle Trasmissioni) :
  - Foto-telegrafisti (si occupavano delle trasmissioni a brevissimo raggio con telegrafi ottici cioè luminosi)
  - Radio-telegrafisti (si occupavano della stesura e dell'esercizio della rete di telecomunicazione per tutto l'Esercito.)
- Genio zappatori: la qualifica di zappatore era la più semplice qualifica attribuibile ad un soldato del genio, e deriva dalle prime tecniche di avanzamento sviluppate dal Genio.

## Onorificenze

### Onorificenze alla Bandiera di Guerra
La Bandiera di Guerra dell'Arma del Genio, custodita dal 1947 presso la Scuola del Genio, è decorata delle seguenti onorificenze:
 1 Croce di Cavaliere dell'Ordine militare d'Italia (già dell'Ordine militare di Savoia)
 1 Medaglia d'oro al valor militare
 1 Medaglia d'argento al valor militare
 1 Medaglia di bronzo al valor militare
 2 Medaglie d'oro al valore dell'Esercito
 1 Medaglia d'oro al valore civile
 1 Medaglia d'oro al merito civile
 1 Medaglia d'oro di benemerenza per il terremoto calabro-siculo (1908)

### Medaglie d'oro al Valor Militare conferite a Ufficiali e Militari di truppa per azioni individuali
Campagna di guerra 1848-49
- Solaroli Barone Paolo, colonnello del Genio.

Egli fu il primo nelle fazioni di Rivoli, Santa Giustina, Sona e Volta, disimpegnando ovunque il proprio dovere con reale vantaggio del servizio. 22-25 luglio 1848.
Campagna di guerra 1860-61
- Ruggia Giovanni, Sergente I Reggimento Genio. Per il coraggio e lo slancio dimostrati essendo penetrato in uno stretto foro della porta Santa Margherita a Perugia sotto il fuoco dei nemici, aprendo così un varco; e per essere poi stato il primo ad introdursi nella caserma San Domenico intimando la resa agli artiglieri pontifici, dove si erano nascosti. 14 settembre 1860.
- Menabrea Marchese Luigi Federico, tenente generale Comandante Superiore del Genio. Per essersi distinto durante l'assedio e la presa di Capua per l'intelligenza con cui condusse le operazioni, e il coraggio e sangue freddo dimostrato in pericolose ricognizioni attorno alla piazza. 2 novembre 1860.

Esplosione della polveriera di Vigna Pia a Roma
- Spaccamela Pio, capitano del Genio. Il mattino del 13 aprile 1891 mentre si recava ad eseguire studi fuori Porta Portese, informato che la polveriera di Vigna Pia stava per scoppiare da uno dei bersaglieri inviato per avvertire dell'imminente pericolo, vi accorse per provvedere. Noncurante della propria vita, a costo di evitare un'imminente esplosione, tentò di penetrare nella polveriera, ma non poté aprirla mancandogli le chiavi. Ma visto l'imminente pericolo, con sangue freddo, impartì ordini opportuni atti ad attenuarne gli effetti. Ultimo a ritirarsi, fu colpito dall'esplosione della polveriera da una distanza di 40 metri, rimanendo orribilmente ferito al capo. 13 aprile 1891.

Campagna di guerra 1915-18
- Rossi Giovanni, da Teramo, Sergente nel 1º Reggimento Genio. Per avere guidato per ben tre volte tre squadre di volontari di un battaglione sotto un reticolato nemico per collocare e farvi brillare tubi esplosivi. La terza volta veniva ferito a morte, dopo avere assolto il compito affidatogli. Alture di Polazzo, 2 luglio 1915.
- Ferrario Paolo, da Vanzago (Milano), Sottotenente addetto Comando Genio 35ª Divisione. Un Valente Ingegnere e soldato entusiasta, fra i disagi di un inverno di montagna, attendeva con competenza e coraggio eccezionali ad ardite ricognizioni e a lavori di rafforzamento delle nostre primissime linee. Per potere eseguire il rilievo topografico di una parete rocciosa, nella quale si sarebbero dovute creare dei fori dai quali fare sboccare le cannoniere, si faceva calare dall'alto con fune, sotto il tiro degli artiglieri nemici, in pieno giorno. Scatenatasi un'offensiva avversaria, e diventato uno dei fanti, partecipò volontariamente ad una battaglia durata quattro giorni, eseguendo ricognizioni fuori dalle nostre linee,assicurando i collegamenti ed il rifornimento delle munizioni, in un asperrimo terreno di battaglia. Al ripiegamento delle nostre forze, volle rimanere tra i pochi gregari all'estrema retroguardia per distruggere un forte per accertarsi volontariamente della efficacia delle mine, ma venne ucciso dall'ultima mina. Altipiano di Tonezza, Forte Molon, 15 marzo-19 maggio 1916.
- Bianchi Emilio, da Ancona, Soldato nel I Reggimento Genio. Sempre il primo dove era più grave il pericolo, raggiungeva, sotto il fuoco violento, la trincea nemica. Colpito da una granata avversaria che gli asportava la gamba sinistra, con eccezionale sangue freddo tagliava con un coltello gli ultimi lembi di carne sanguinante, alzava nella mano destra la gambia amputata, gridando parole d'incitamento ai propri compagni, e, rivoltosi al proprio Ufficiale, gridò "Viva L'Italia". Morì il giorno dopo. Hudi Log. 24 maggio 1917.
- Bevilacqua Luigi,da Sant'Odorico (Udine), Sergente nel III Reggimento Genio. Partito volontariamente per la zona di operazioni allo scoppio delle ostilità, diede un costante esempio delle più alte virtù militari. Guastatore volontario del reticolato nemico a Monte Piana (luglio 1915); preziosissimo collaboratore alla costruzione dell'osservatorio avanzato del San Michele (novembre 1915); minatore di eccezionale tenacia al cavernone di quota 219, dove, allo scoperto, sotto la pioggia dei proiettili, aprì con mazzetta e pistoletto lo sbocco stabilito, essendo il perforatore distrutto da una granata avversaria (19 agosto 1917); instancabile lavoratore all'occorrenza, tutta la sua opera fu di abilità e di ardimento. Ferito due volte, (il 16 agosto 1916 a Gorizia, il 6 settembre 1917 a quota 241), rinunciò per due volte ad essere allontanato dal suo posto. Caposquadra dell'apprestamento di un'interruzione, sotto la pressione dell'avversario nemico, incitò i suoi uomini e condusse a termine il suo compito, dando prova di perizia e di coraggio (Isonzo, 28 ottobre 1917). Nella sua sfida continua cadde valorosamente, mentre si apprestava a costruire nuove difese. Basso Piave 24 febbraio 1918.
- Fiore Cav. Mario, da Napoli, Maggiore Comandante il 79º Battaglione Genio. Fulgida figura di soldato, ardente di patriottismo, fu costante esempio di abnegazione ai suoi dipendenti sui quali ebbe sempre sicuro ascendente. Comandante di un valoroso battaglione Zappatori del Genio, accorse in linea con le fanterie in momenti gravi della battaglia, per tre giorni di accaniti combattimenti conservò la calma, guidando il suo reparto all'attacco. Cadde colpito al cuore in un momento in cui tentava di infiltrarsi tra il fuoco delle mitragliatrici, ed incitando fino alla fine i suoi alla resistenza. San Mauro Montello 15-17 giugno 1918.
- Rossani Mario, da Cassano delle Murge (Bari), maggiore 5º Reggimento Genio. Grande esempio di fermezza, e dotato di forte coraggio, dirigeva lavori di rafforzamento sulla cima di un monte di recente conquistato, in una località molto battuta dall'avversario. Ferito alla testa da una pallottola di mitragliatrice nemico rimaneva sul posto nascondendo il suo stato mortale perché non venisse attenuata la operosità degli altri lavoratori. Nuovamente colpito precipitava in un sottostante burrone. Monte Corvo, 26-27 giugno 1918. Il maggiore Rossani Mario era già stato insignito di tre medaglie d'argento ed una di bronzo al valor militare e la promozione a Maggiore per merito di guerra[5].
- Franchi Maggi Giuseppe, da Pavia, tenente nel 1º Reggimento Genio. Rimasto mutilato nel coraggioso tentativo di tagliare un reticolato nemico, tornò volontariamente alle prime linee, dove nelle più difficili situazioni si dimostrò da esempio di patriottismo e di valore. Si offrì coraggiosamente ad affrontare il nemico in accese campagne di battaglia, sempre con animo sereno. Raggiunto al comando di pochi uomini, li condusse e li incitò dall'alto di un argine a proseguire con l'esempio che lo contraddistingueva. Investito improvvisamente da una scarica di mitragliatrici, svelò con glorioso sacrificio della vita la presenza del nemico, scongiurando per le nostre truppe il rischio di cadere, nell'avanzata allo scoperto, sotto l'improvvisa zione del nemico. Aisne (Francia) 29 settembre 1918.
- Vitali Dario, Sottotenente 2º Reggimento genio. Porta stendardo di un battaglione fiamme nere in un fierissimo combattimento fece sventolare alto il tricolore alla testa della prima ondata, infiammando ed entusmiammando i soldati. Convinto dell'importanza morale del sacro simbolo di vittoria, lo tenne piegato nei punti più pericolosi e più minacciati, anche quando intorno a lui imperversava la distruzione e la morte. Ferito gravemente con la perdita di un occhio, rifiutò di lasciare il combattimento. Accerchiato con altri pochi compagni da forze superiori, con sublime slancio si scagliò in violenta ed impari lotta riuscendo col suo eroico ardimento a fare abbassare le armi al reparto nemico che gli aveva tagliato la ritirata. Solo a combattimento ultimato si sottopose alle cure mediche. Fulgido esempio di eroismo e di alte virtù militari. Monte Asolono 25 ottobre 1918.
- Mazzucchelli Baldassarre, da Vercelli (Novara), Sottotenente 2º Reggimento Genio[6]

Azioni di guerra in Libia 1923
- Goffredo Tonini, da Rimini (Forlì), Sottotenente Compagnia Mista del Genio. Imbarcato di passaggio sulla cannoniera Berenice, si recava a terra su di un battello per constatare quale era la situazione del presidio di Marsa Brega, dove si supponeva fossero rifugiati, come effettivamente risultò, i gloriosi superstiti del battaglione Melelli. Iniziava subito lo sgombero dei feriti e prendendo il comando dei superstiti, oraganizzava la difesa del Castello, contro le forze soverchianti dei ribelli, dando informazioni continue e precise al Comando della nave per eseguire il tiro e tenendo la posizione fino all'ultimo momento, dimostrando sprezzo del pericolo e brillante iniziativa, ritirandosi solamente quando lo sgombero era completo e dopo avere incendiato i materiali residui perché non cadessero nelle mani dell'avversario. Marsa Brega 12 giugno 1923.

### Medaglie d'oro al Valor Militare conferite a ufficiali del Genio del servizio dell'Aeronautica
Campagna di guerra 1915-18
- Giovanni Ancillotto, sottotenente
- Flavio Torello Baracchini, aspirante
- Casimiro Buttini, tenente
- Giuseppe Castruccio, tenente
- Ugo Niutta, sottotenente
- Gino Lisa, tenente
- Antonio Locatelli, tenente

### Ricompense agli Ufficiali e Militari di truppa
- 69 Ricompense all'Ordine Militare di Savoia
- 21 Medaglie d'oro al Valor Militare
- 1498 Medaglie d'argento al Valor Militare
- 3565 Medaglie di bronzo al Valor Militare
- 872 Promozioni per merito di guerra

### Onorificenze al Valor Militare conferite a reparti del Genio per azioni collettive
7 Medaglie di bronzo al Valor Militare
- 1ª Compagnia Pontieri: per essersi lodevolmente diportata all'assedio e presa di Peschiera (1848).
- 3ª Compagnia Zappatori: per essersi distinta nella battaglia di Novara (23 marzo 1849).
- 1ª Compagnia Zappatori del 2º Reggimento Genio: per essersi lodevolmente diportata alla presa di Perugia (14 settembre 1860).
- 6ª Compagnia Zappatori del 2º Reggimento Genio: per essersi distinta nel combattimento del Macerone (20 ottobre 1860).
- 3ª Compagnia Zappatori del 2º Reggimento Genio: per essersi distinta all'assedio di Gaeta (13 febbraio 1861).
- 7ª Compagnia Zappatori del 2º Reggimento Genio: per essersi distinta all'assedio di Gaeta (13 febbraio 1861).
- 2º Reggimento Genio: per atti di valore compiuti durante la campagna del 1860-61

## Ricorrenze
- Festa dell'Arma: 24 giugno - anniversario della "Battaglia del solstizio" - 1918;
- Patrono: Santa Barbara (4 dicembre);
- Concessione della Bandiera: Regio Decreto del 23 dicembre 1900.